# Cicaré CK.1
O Cicaré CK.1 (originalmente, CH.III Colibri) foi um helicóptero utilitário leve desenvolvido na Argentina na década de 1970. Ele foi uma aeronave de rotor simples, com para-brisa tipo bolha para três pessoas. O protótipo voou pela primeira vez em setembro de 1976 com o registro LV-X62, e a Força Aérea Argentina cogitou uma encomenda de cinco aeronaves de pre-produção. Mas o desenvolvimento foi interrompido neste ponto.